# Esperanza Palomero
Esperanza Palomero (1894 - 19??), fue una actriz y vedette argentina de cine y teatro que se hizo conocida en la década de 1930.

## Carrera
Esperanza Palomero inició su carrera filmografíca en el cine a mediados de la década de 1930 con las películas Una porteña optimista (1937) de Daniel Tinayre y Mi suegra es una fiera (1939) de Luis Bayón Herrera, protagonizada por Olinda Bozán. 
Su período de éxito abarcó de 1943 a 1954 cuando secundó a los grandes directores y cómicos del cine nacional como Pepe Arias, Luis Sandrini, Enrique Serrano y Francisco Álvarez.
En el cine mudo se destaca su participación en el filme Con los brazos abiertos.

## Filmografía
- Una porteña optimista (1937)
- Mi suegra es una fiera(1939)
- La guerra la gano yo (1943)
- El canto del cisne (1945)
- La Navidad de los pobres (1947)
- Juan Globo (1949)
- Martín Pescador (1951)
- Torrente indiano (1952)
- El cura Lorenzo (1954)